# Filde
Filde ist eine Ortschaft in Radevormwald im Oberbergischen Kreis im nordrhein-westfälischen Regierungsbezirk Köln in Deutschland.

## Lage
Die Ortschaft liegt im Nordosten des Stadtgebiets unmittelbar an der Grenze zu Breckerfeld. Die Nachbarorte heißen Vor der Heide, Feckinghausen, Filderheide, Husmecke, Hürxtal, Breckerfeld-Ober- und Niederklütingen. Filde ist über die Kreisstraße 7 zu erreichen, die in Scheideweg von der Bundesstraße 483 abzweigt und die Orte Unterwönkhausen, Wönkhausen und Filderheide durchläuft.
Im Siedlungsbereich entspringt ein Quellbach für den Bach Lambeck, die östlichen Quellgewässer münden in die Ennepe.
Westlich von Filde befindet sich der Wiehenberg (352,5 Meter). In einer Wandergebietsbeschreibung wird die Gegend von Filde als hügelige Landschaft beschrieben, die für ruhige Wanderungen gut geeignet und nicht allzu zersiedelt sei. Felder lösen sich mit schönen Waldgebieten ab.
Mit der Sanierung der Staumauer der Ennepetalsperre im Jahr 1997 geriet Filde in eine Randlage, da die zuvor befahrbare Krone seitdem für den Verkehr gesperrt ist und die Kreisstraße K7 ihre Anbindung an die jenseits der Talsperre gelegene Landstraße L699 verloren hat.

## Geschichte
1422 wurde der Ort das erste Mal urkundlich erwähnt, und zwar ist in „Radevormwalder Schöffenurkunde (...) Gosschalk ain dem Velde als Schöffe genannt“.

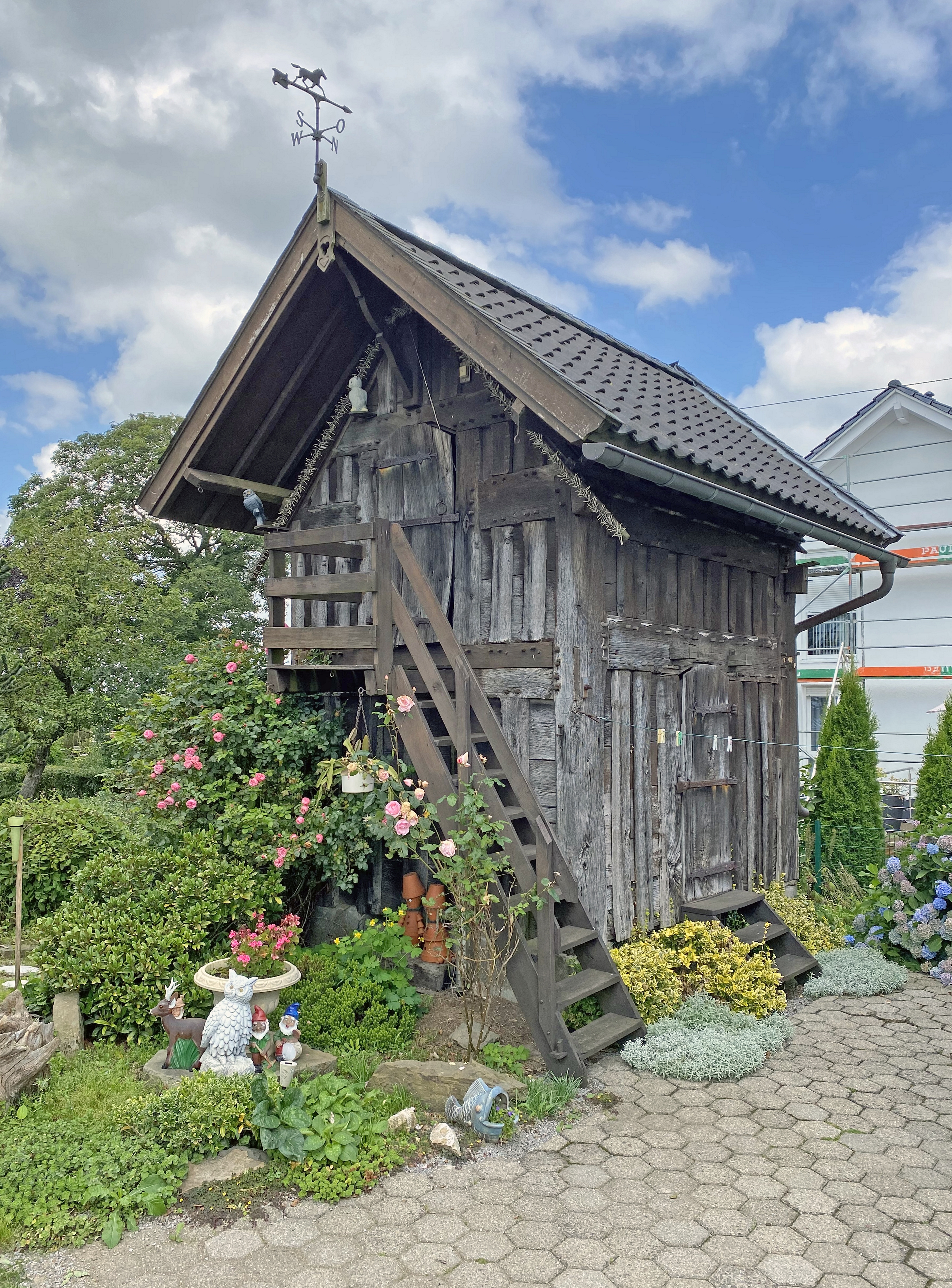
Haferkasten (1648) in Filde

Erstnennung: „Velde“

## Sehenswürdigkeiten
Der Graben der Bergisch-Märkischen Landwehr zieht sich unweit Fildes durch den Wald.
Filde hat eine harmonisches, in sich geschlossenes, gepflegtes dörfliches Ortsbild. Ein besonders gut erhaltener Haferkasten, der in das Jahr 1648 datiert,  befindet sich auf dem Grund von Haus Filde 11. In Haferkästen wurde seit dem Mittelalter außerhalb des Hauses Korn aufbewahrt, um bei einem der damals nicht seltenen Hausbrände zumindest über die notwendige Grundversorgung an Lebensmitteln und Saatgut zu verfügen. Haferkästen sind eine Besonderheit dieser Gegend.
Filde ist ein beliebter Ausgangspunkt für Spaziergänge zur Heilenbecker Talsperre und zur Ennepetalsperre, die beide in etwa gleicher Entfernung zu Filde liegen. Einkehrmöglichkeiten bieten das Landhaus Filde und die nahegelegene Jausenstation Klütinger Alm.

## Wander- und Radwege
- Der Wappenweg (Wanderweg rund um die Stadt Ennepetal) führt nördlich am Ort vorbei.
- Die SGV-Hauptwanderstrecke X20 (Volme-Höhen-Weg) von Witten nach Olpe führt nördlich am Ort vorbei.

## Weblinks

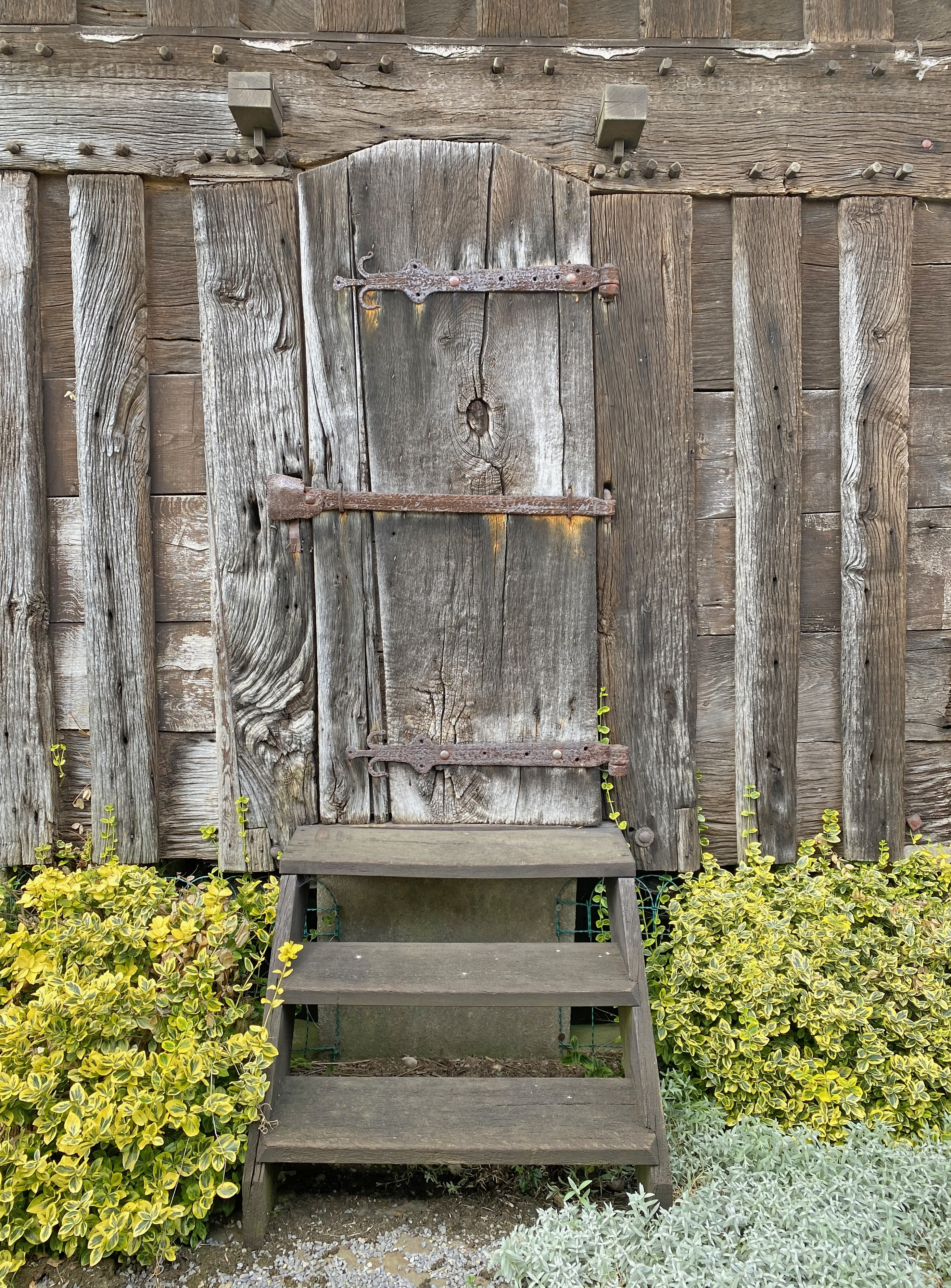
400 Jahre alte Eiche – Haferkastentür Filde 11
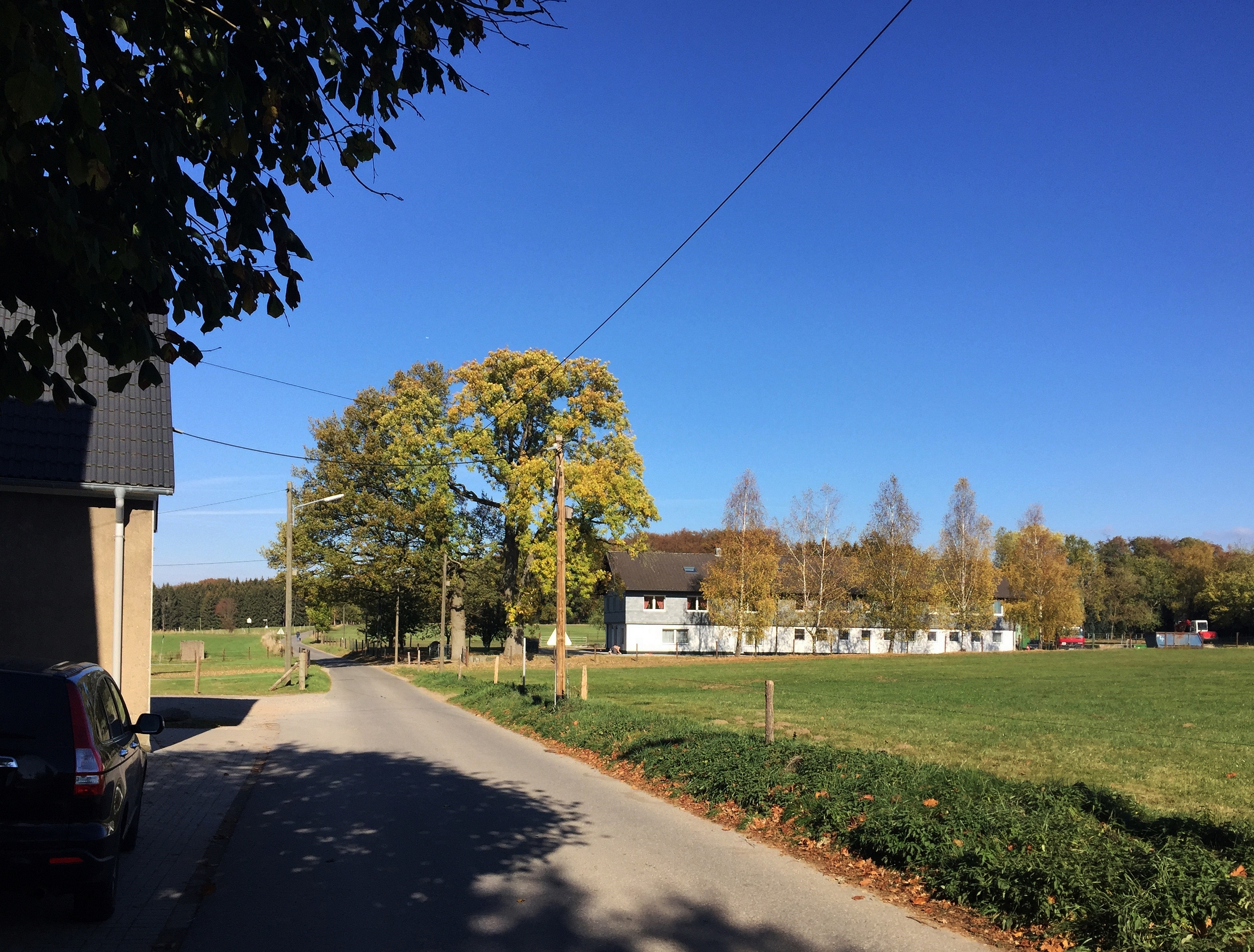
Hof Filde 14 am nördl. Ortsausgang
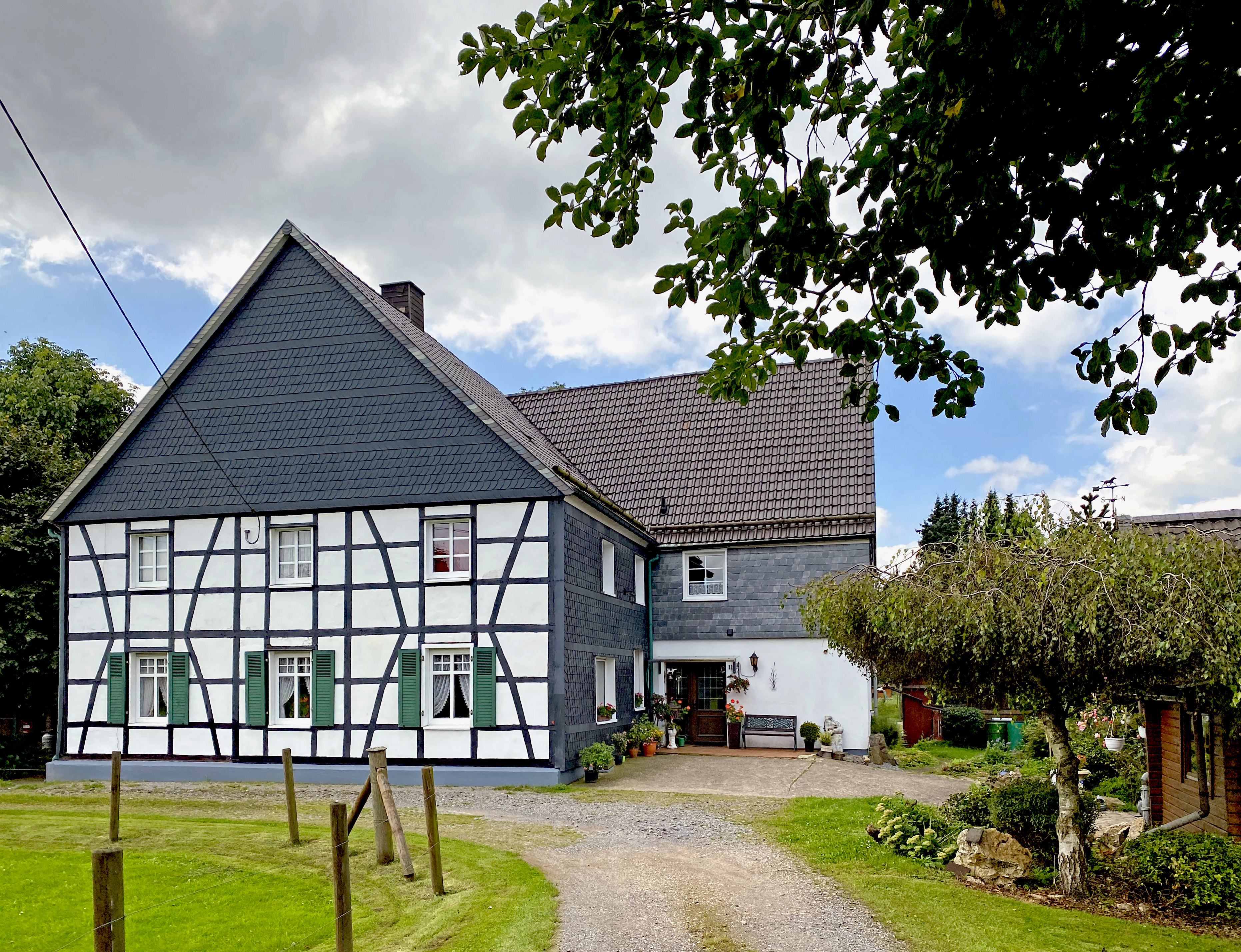
Filde 11
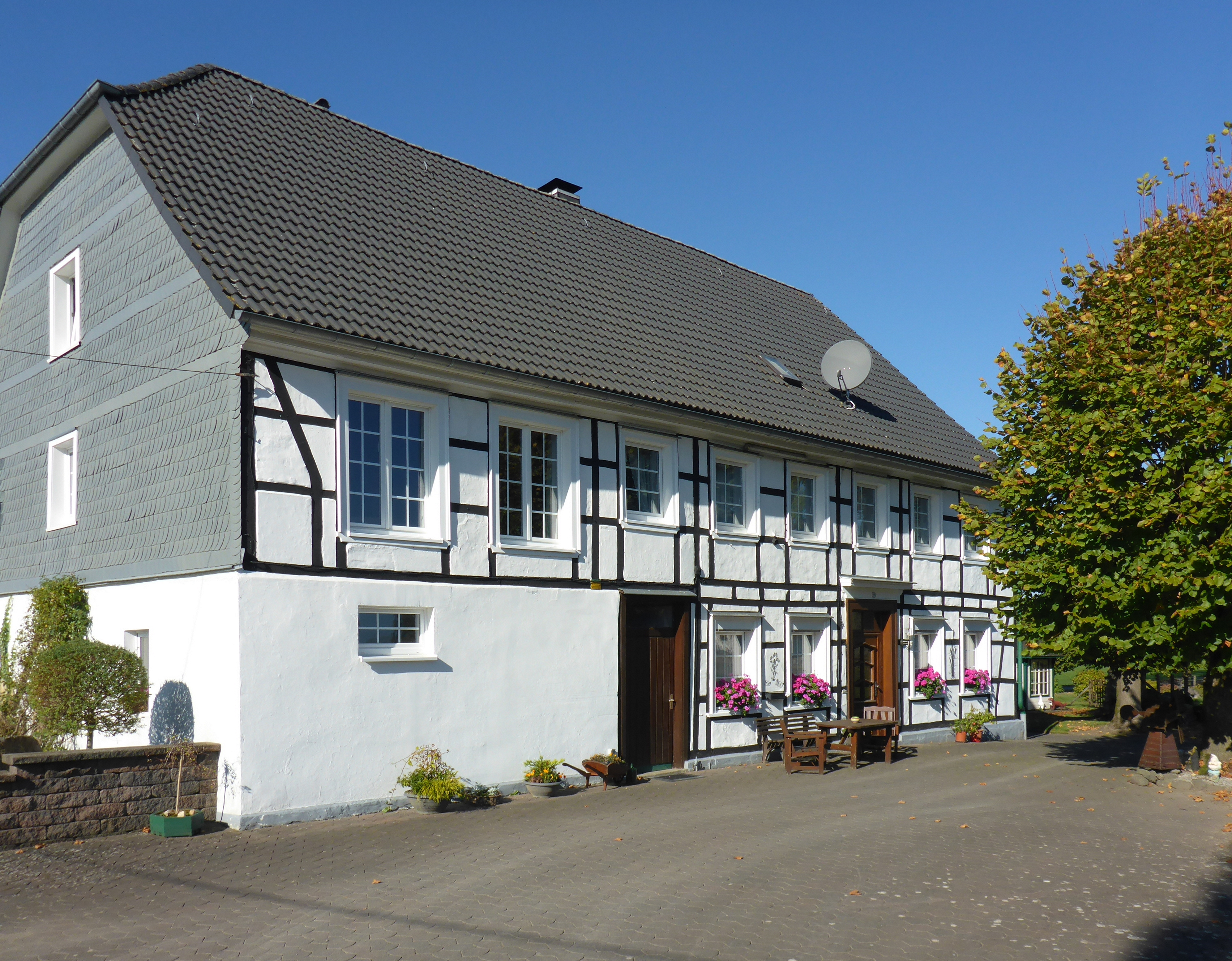
Filde 13
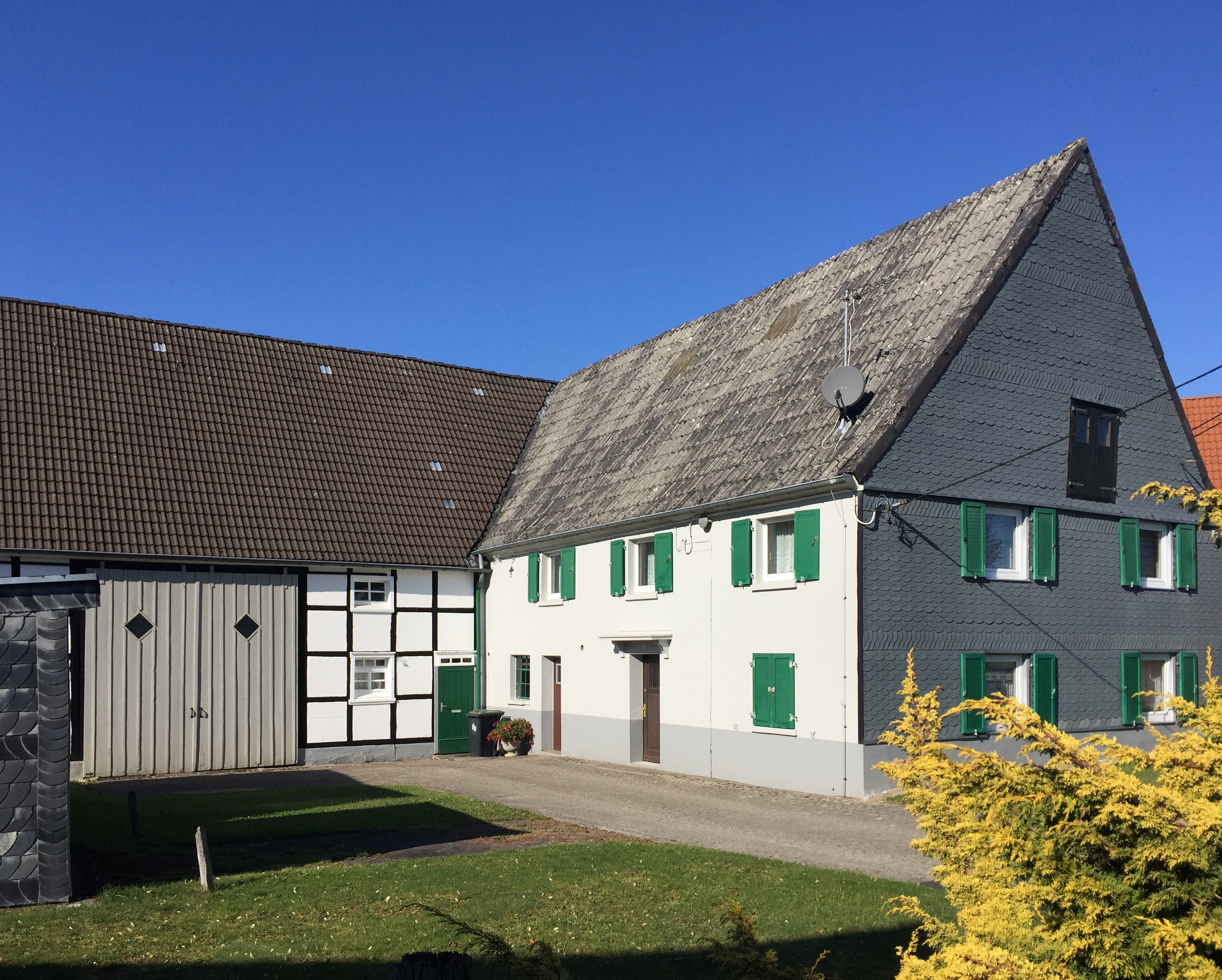
Filde 1
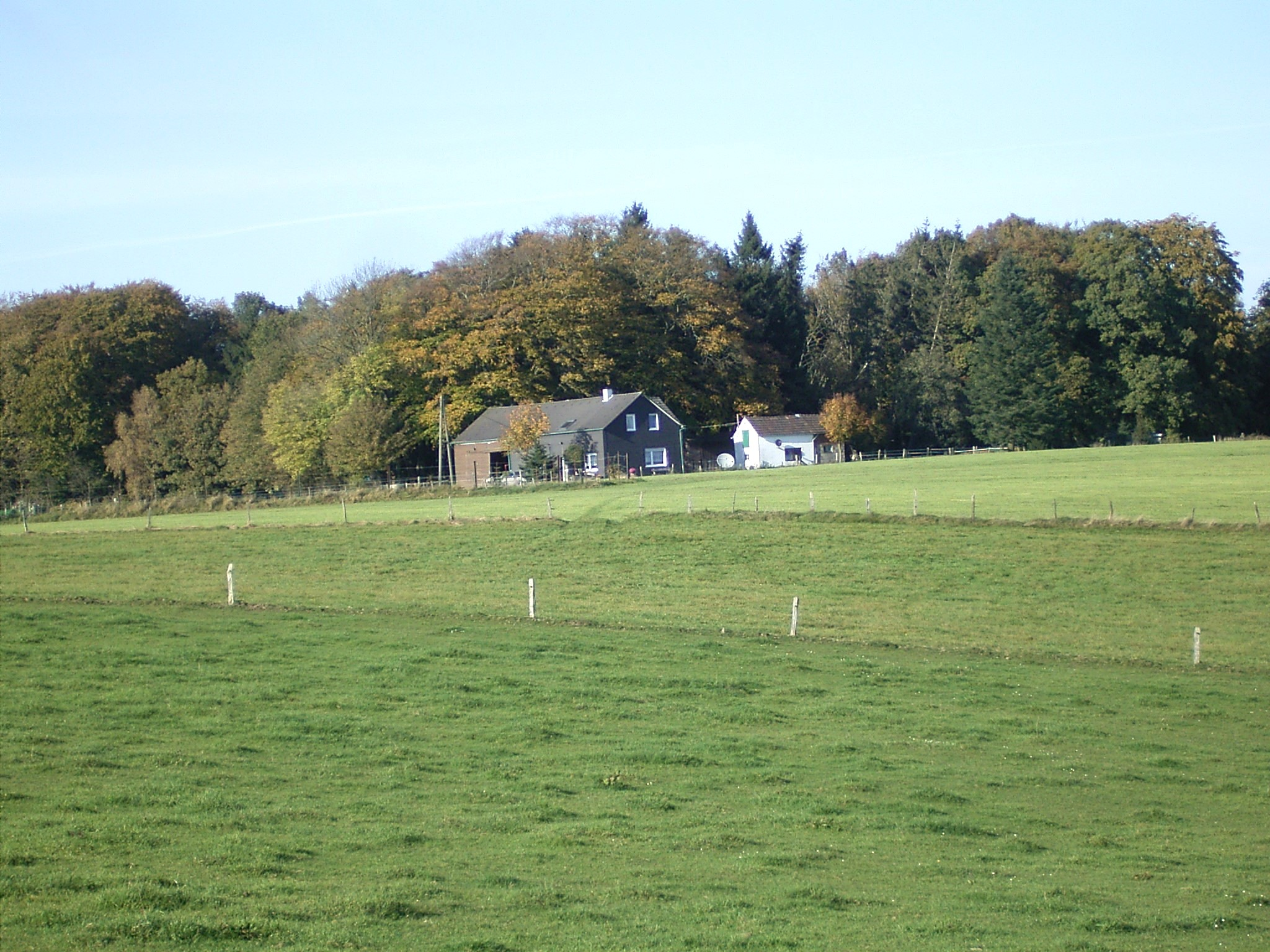
Einsam gelegenes Gehöft in Filde